# David Loram
Sir David Anning Loram (* 24. Juli 1924 in London; † 30. Juni 2011) war ein britischer Vizeadmiral der Royal Navy, der 1942 den Torpedo abfeuerte, der den mit fünf Tonnen Gold aus der Sowjetunion beladenen Leichten Kreuzer Edinburgh versenkte.

## Leben

### Versenkung derEdinburgh
Loram, Sohn eines Teekaufmanns in Ceylon, begann nach dem Schulbesuch eine Ausbildung am Britannia Royal Navy College in Dartmouth und war dort Chief Cadet Captain. Anschließend befand er sich nach 1941 zunächst auf Begleitfahrten im Arktischen Ozean an Bord der Sheffield. Diese Verwendung wurde im September 1941 durch einen Einsatz bei einer Begleitfahrt nach Malta unterbrochen.
Loram gehörte anschließend zur Besatzung des Zerstörers Foresight, der am 30. April 1942 die Edinburgh begleitete, einem mit Goldbarren von der Sowjetunion zur Zahlung für US-amerikanische Waffen beladenen Schiff. Nachdem die Edinburgh von zwei feindlichen Torpedos getroffen wurde, sollte die Foresight zusammen mit ihrem Schwesterschiff Forester diese nach Murmansk zurückschleppen. Kurz darauf erhielten die beiden Zerstörer jedoch den Auftrag, zu ihren U-Boot-Patrouillenfahrten zurückzukehren und die Abschleppseile zu kappen. Am Morgen des 2. Mai 1942 griffen drei Zerstörer der Kriegsmarine die Edinburgh an, die darauf Schlagseite erlitt und unfähig war, sich selbst zu verteidigen.
Die noch in der Nähe befindlichen Zerstörer Foresight und Forester kehrten daraufhin zurück, wobei die Foresight einen deutschen Zerstörer versenkte. Anschließend flohen die beiden anderen deutschen Zerstörer. Die Besatzung der Edinburgh, die noch mehr Schaden erlitten hatte, wurde evakuiert und anschließend versenkt, um eine Inbeschlagnahme des Goldes durch deutsche Schiffe zu verhindern. Der einzig verbliebene Torpedo der britischen Zerstörer befand sich in den Geschützen, über die Loram das Kommando hatte, wobei er die Mündung erst enteisen musste, bevor er den Torpedo abfeuern konnte. Loram besaß dabei die Geistesgegenwart und fotografierte sowohl den Abschuss als auch den Moment des Treffers in der Edinburgh.
Im November 1942 nahm er an der Operation Torch, der alliierten Landung in Französisch-Nordafrika teil und nahm dann seinen Dienst an Bord der Sheffield im Arktischen Ozean wieder auf. Seine dortigen Erlebnisse bei mehr als einem Dutzend Konvoifahrten waren geprägt durch starke Regen- und Schneefälle mit kaum Sicht, Eisformationen auf den oberen Schiffteilen, die Düsterkeit langer Wintertage, die Unmöglichkeit sich zu waschen, schlafen oder warm zu halten, sowie die abgestandene Luft im Schiffsinneren, das Erbrechen sowie die ständigen Wach- und Ruhewechsel im vierstündigen Wechsel. Später war er an Bord des Zerstörers Zealous sowie als Lieutenant im Geschützturm des Schlachtschiffs Anson.

### Aufstieg zum Vizeadmiral
Nach dem Zweiten Weltkrieg war er zunächst Aide-de-camp von Lieutenant-General Sir Bernard Freyberg, dem Generalgouverneur Neuseelands. Nach seiner Rückkehr nach Großbritannien 1948 wurde er zum Signaloffizier ausgebildet und fand anschließend Verwendung auf dem Zerstörer Chequers, dessen stellvertretender Kommandant Leutnant zur See Philip Mountbatten, Duke of Edinburgh war, der 1947 die spätere Königin Elisabeth II. geheiratet hatte. Während dieser Zeit begleitete er Prinz Philip bei einem inoffiziellen Besuch Syriens bei einer Autofahrt von Latakia nach Damaskus.
Diese persönliche Beziehung trug zu Lorams Karriere im Königlichen Haushalt bei, in dem er zwischen 1954 und 1956 Kammerherr der Königin war. In dieser Zeit begleitete er die königliche Familie auf der Jungfernfahrt der königlichen Yacht Britannia sowie auf Staatsbesuchen in Norwegen und Schweden. Im Anschluss wurde er 1957 Kommandant der Fregatte Loch Fada, auf der er im Persischen Golf Patrouillenfahrten gegen Piraterie in der Straße von Hormus leitete. Danach fand er von 1958 bis 1960 Verwendung im Leitungsstab des Joint Services Command and Staff College (JSCSC) in Watchfield, ehe er von 1961 bis 1962 stellvertretender Kommandant des Leichten Kreuzers Belfast war, des Flaggschiffs der Eastern Fleet.
Nach seiner Beförderung zum Captain war er zwei Jahre lang als Marineattaché an der Botschaft in Paris tätig. Zu einem Debakel, für das er die Verantwortung trug, kam es während seines zweijährigen Kommandos über die Fregatte Arethusa: Dabei wurden zwei Granaten abgefeuert, die anstatt einer Boje in der Lyme Bay im Hinterland von Dorset einschlugen. Zwischen 1971 und 1973 war er Kommandant des Zerstörers Antrim und geleitete mit diesem Prinzessin Anne im Juli 1972 auf einen Staatsbesuch nach Äthiopien anlässlich des achtzigsten Geburtstags von Kaiser Haile Selassie.
Danach war er zunächst Kommandeur der britischen Streitkräfte in Malta und anschließend von 1975 bis 1977 Kommandant des Joint Services Command and Staff College. Zuletzt wurde er 1977 als Vice-Admiral Nachfolger von James Jungius als stellvertretender Oberbefehlshaber der Alliierten Streitkräfte im Atlantik (SACLANT). In dieser Funktion wurde er 1979 als Knight Commander des Order of the Bath in den Ritterstand erhoben und trug fortan das Prädikat Sir. 1980 wurde er in den Ruhestand verabschiedet und durch Vice-Admiral Cameron Rusby abgelöst.
Zuletzt wurde Sir David Loram 1994 auch als Commander des Royal Victorian Order ausgezeichnet.